# Caviria
Caviria is een geslacht van vlinders van de familie spinneruilen (Erebidae), uit de onderfamilie Lymantriinae.

## Soorten
- C. andeola Schaus, 1927
- C. athana Schaus, 1927
- C. clara Walker, 1865
- C. comes (Geyer, 1832)
- C. cygna Moore, 1877
- C. doda Schaus, 1927
- C. eutelida Druce, 1899
- C. hedda Schaus, 1927
- C. marcellina Schaus, 1927
- C. micans Walker, 1855
- C. nitida Wileman & South, 1921
- C. odriana schaus, 1927
- C. pura Collenette, 1932
- C. regina Cramer, 1780
- C. sericea Felder, 1862
- C. vestalis Schaus, 1906
- C. vinasia Schaus, 1927